# Demetrios van Magnesia
Demetrios van Magnesia (Oudgrieks: Δημήτριος ὁ Μάγνης, Dēmētrios ho Magnēs) was een Grieks grammaticus en biograaf uit de 1e eeuw v.Chr. Hij schreef zeker drie boeken, die op fragmenten na verloren gingen.
Het boek Over de eendracht (Περὶ ὁμονοίας Peri homonoias) droeg hij op aan Atticus. Volgens zijn brieven zag Cicero in dit boek een middel om de burgeroorlog tussen Pompeius en Caesar af te wenden, maar Pompeius zeilde uit alvorens Cicero dit plan in werking kon stellen.
Een ander boek van Demetrios was van historische en filologische aard, en droeg de titel Over dichters en schrijvers met dezelfde naam (Περὶ ὁμωνύμων  ποιητῶν τε καὶ συγγραφέων Peri homōnymōn poiētōn te kai syngrafeōn). Het had tot doel gelijknamige auteurs te onderscheiden en verkeerde toeschrijvingen te identificeren. Het werk bevatte ook biografische informatie en werd bijvoorbeeld door Diogenes Laertios gebruikt als bron voor diens leven van de historicus Xenofon. Ook bij andere auteurs zijn talrijke citaten uit dit boek bewaard.
Een gelijkaardig opzet, maar dan voor steden, had het derde boek Over steden met dezelfde naam (Περὶ  συνωνύμων πόλεων Peri synōnymōn poleōn).

## Uitgaven
- J. Mejer, "Demetrius of Magnesia: On Poets and Authors of the same name" in: Hermes, 1981, p. 447-472
- P. Zaccaria, Felix Jacoby. Die Fragmente der Griechischen Historiker Continued, vol. IV-A, fasc. 5, The First Century BC and Hellenistic Authors of Uncertain Date, 2021

## Voetnoten
1. ↑  Pietro Zaccaria, Het boek dat de Romeinse geschiedenis net niet kon veranderen, blog Oude Geschiedenis, 5 maart 2023. Gearchiveerd op 9 maart 2023.

- Gemeinsame Normdatei: 10239024X
- Virtual International Authority File: 10236142
- WorldCat: E39PCjF3JJM4TcfgXTGfqW9jvd